# Anochetus gracilis
Anochetus gracilis é uma espécie de formiga do gênero Anochetus, pertencente à subfamília Ponerinae.